# Xcas

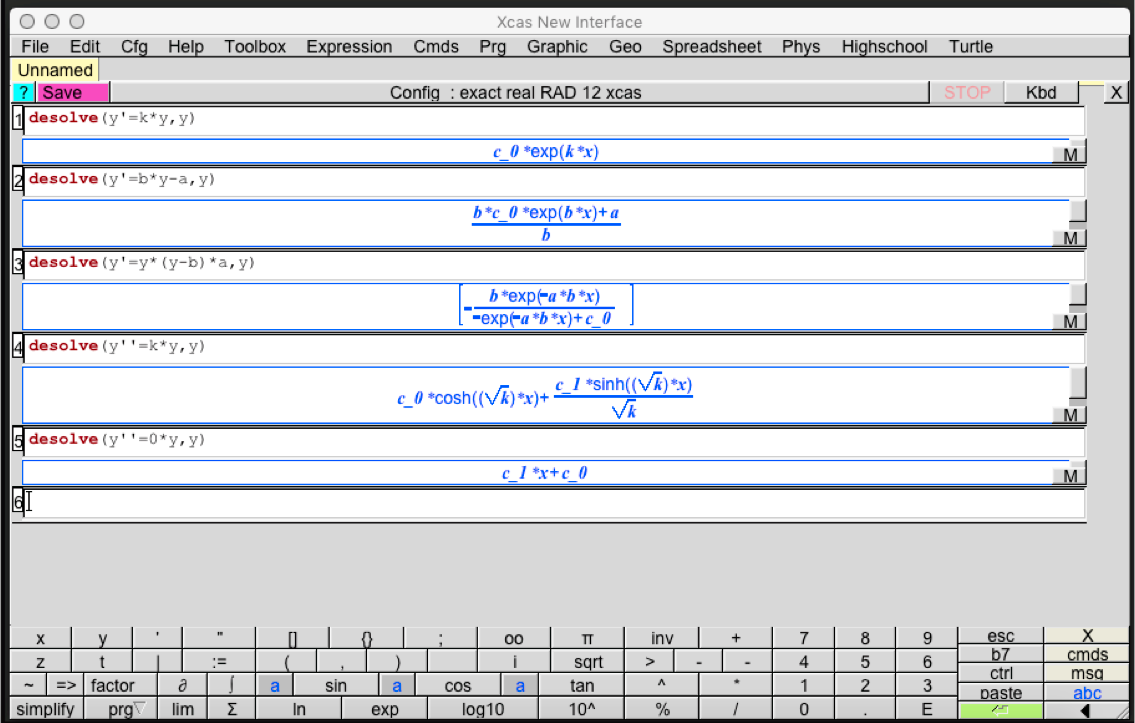
Xcas може вирішувати диференціальні рівняння

Xcas (Політика відкритого коду) — це користувальницький інтерфейс у системі Giac, вільної, базової комп'ютерної алгебри для
- Microsoft Windows[2]
- Apple macOS[3]
- Linux / Unix[4][5]
- FreeBSD[6]

- Android[7]

- онлайн[8]

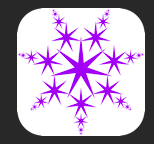
Значок

Giac можна використовувати безпосередньо в іншій програмі C++.

## Команда (витримки)
- int() який повертає примітив функції
- unapply() що дозволяє оцінити вираз за параметром
- solve() яка розв’язує рівняння
- plot() що дозволяє створювати та відображати графік
- string() який перетворює об'єкт (приклад: ціле число) в рядок символів
- diff() Диференціація функції
- split((x+1)*(y-2),[x,y]) = [x+1,y-2] Розділення змінних
- desolve() розв’язати диференціальне рівняння (див. ілюстрацію)
- factor() Многочлен факторинг
- nPr() обчислити перестановки
- nCr() обчислити комбінації
- sqrt() квадратний корінь
- cross([1,2,3],[4,3,2]) = [-5,10,-5] обчислити поперечний добуток двох векторів
- mean([3,4,2]) = 3 обчислити середнє
- stddev([3,4,2]) = sqrt(2/3) обчислити стандартне відхилення
- variance([3,4,2]) = 2/3 обчислити дисперсію
- det([1,2],[3,4]) = -2 обчислити визначник матриці
- extrema(-2*cos(x)-cos(x)^2,x) = [0],[pi] обчислити локальну крайність функції
- line(x=1) = вертикальна лінія x = 1 намалюйте вертикальну лінію в системі координат

Знайдіть більше замовлень тут :
http://www-fourier.ujf-grenoble.fr/~parisse/giac/cascmd_en.pdf [Архівовано 29 липня 2014 у Wayback Machine.]

## Історія
Xcas / Giac — це проект із відкритим кодом, розроблений Бернардом Парисом-др. в Університеті Джозефа Фур'є в Греноблі (Ізер) з 2000 року. Вона базується на досвіді, отриманому в колишньому проекті «Erable Parisse».
Компанія Giac має схему сумісності з програмним забезпеченням Maple, GeoGebra і MuPAD та калькуляторами TI-89, TI-92 та Voyage 2000. Користувачі можуть використовувати Giac / Xcas як вільне програмне забезпечення, сумісне з Maple, для розробки формальних алгоритмів або використання його в іншому програмному забезпеченні.
Pocket CAS і CAS Calc P11 використовують Giac. У 2013 році вона також інтегрована з точки зору CAS-системи GeoGebra
CmathOOoCAS, один плагін OpenOffice.org, який дає змогу здійснювати офіційну оплату в електронній таблиці Calc та текстовій обробці, використовує Xcas для виконання розрахунків.
Система також була обрана Hewlett-Packard як CAS для свого прем'єр-калькулятора HP, який використовує рушій Giac / Xcas 1.1.2 за схемою подвійної ліцензії.

## Список операційних систем
Microsoft Windows, Apple macOS та Linux / Unix

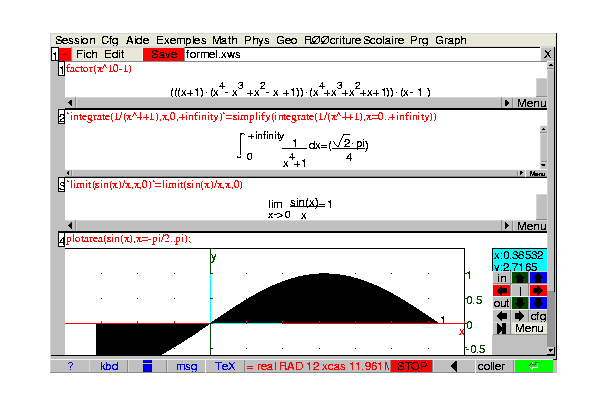
Xcas